# Herrestads kyrka, Östergötland
Herrestads kyrka är en kyrkobyggnad i Herrestad i Linköpings stift. Den är församlingskyrka i Dals församling. Kyrkan ligger 25 km norr om Ödeshög och 9 km sydväst om Vadstena. Herrestads kyrka anses vara en av Sveriges äldsta bevarade kyrkor. Provtagning av långhusets takstolar i ek antyder att träden är fällda runt år 1112.

## Kyrkobyggnaden
Herrestads kyrka ligger på östgötaslätten mellan Vättern och Tåkern i en gammal odlingsbygd och är en av landets äldsta stenkyrkor. I anslutning till kyrkan har man funnit tidigkristna gravmonument, så kallade eskilstunakistor, från 1000-talet. Även andra fynd antyder att det före stenkyrkan funnits en träkyrka på platsen.
Nuvarande kyrkobyggnad i tidig romansk stil har släta murytor i kalksten med osmyckade portal- och fönsteröppningar. Den består av rektangulärt långhus i två travéer, smalare absidkor, västtorn samt en sakristia på korets nordsida. Långhuset är försett med fyra stora rundbågiga fönster från senare tid. Tornet är byggt i avsatser, den nedre pryds av en rundbågefris, och kröns av ett sadeltak.
Invändigt präglas kyrkorummet av de senmedeltida kryssvalven och av inredning delvis i barockstil. Medeltiden representeras av altarskåpet i koret, triumfkrucifixet, en pietàgrupp från 1400-talet och de framtagna målningarna av blad- och bandornament i valven. I koret står en kopia av en medeltida biskopsstol; originalet finns i svårt skadat skick på Statens historiska museum i Stockholm. Från nya tiden kommer Lars Gabrielssons snidade predikstol, Jonas Wistenius piporgelfasad med utsmyckningar och Erik Lundbergs dopfunt i röd kalksten.

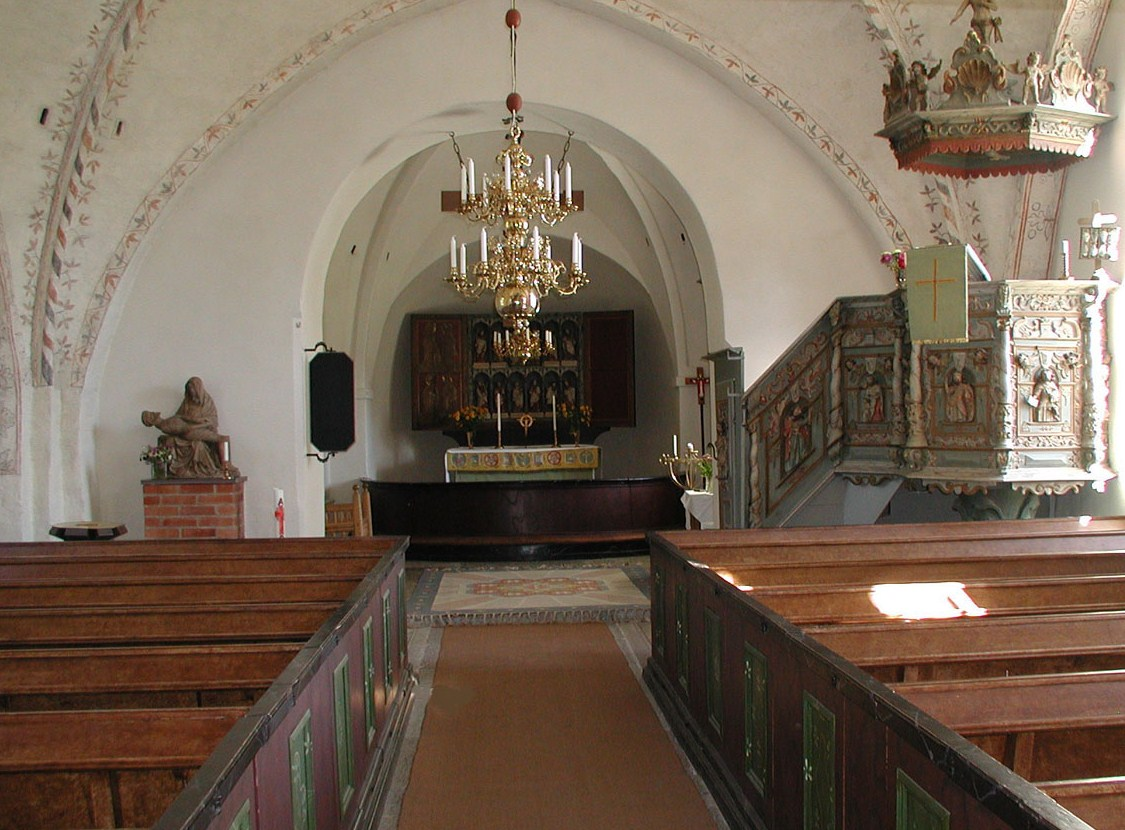
Kyrkorummet
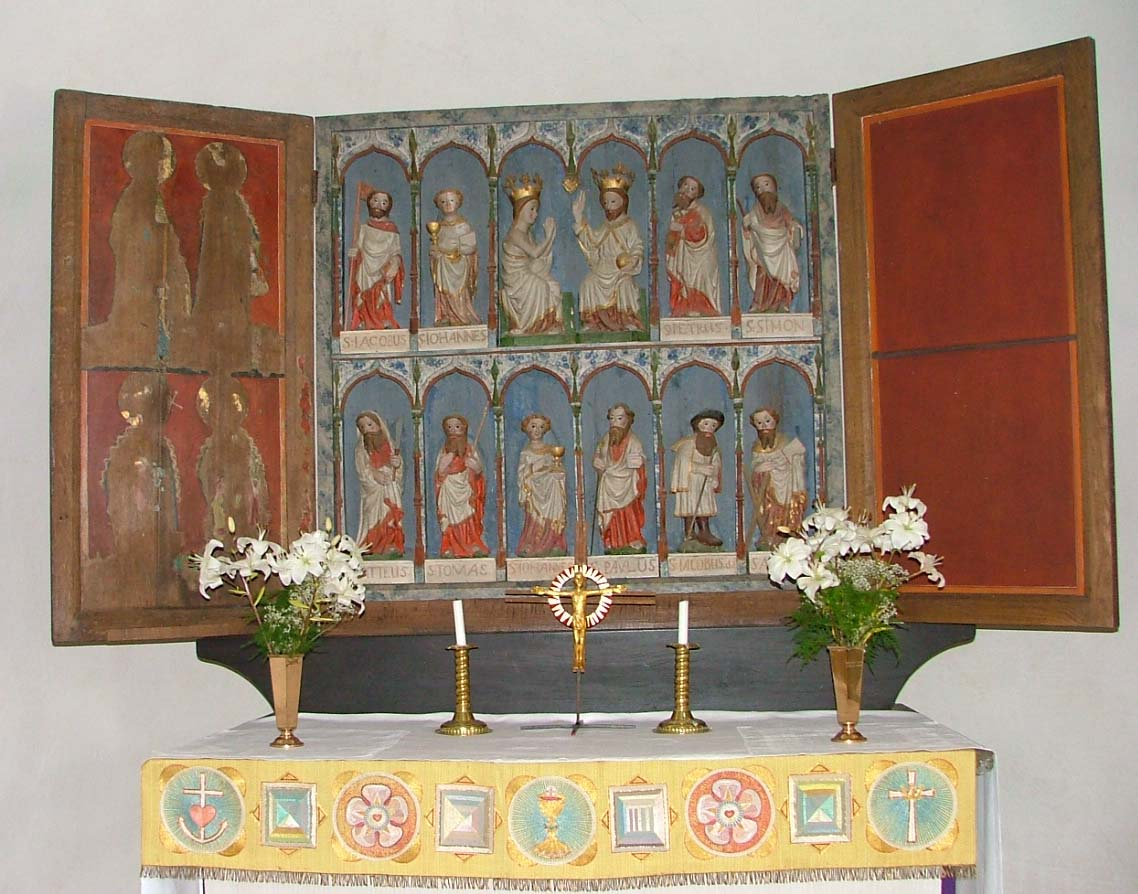
Altarskåpet
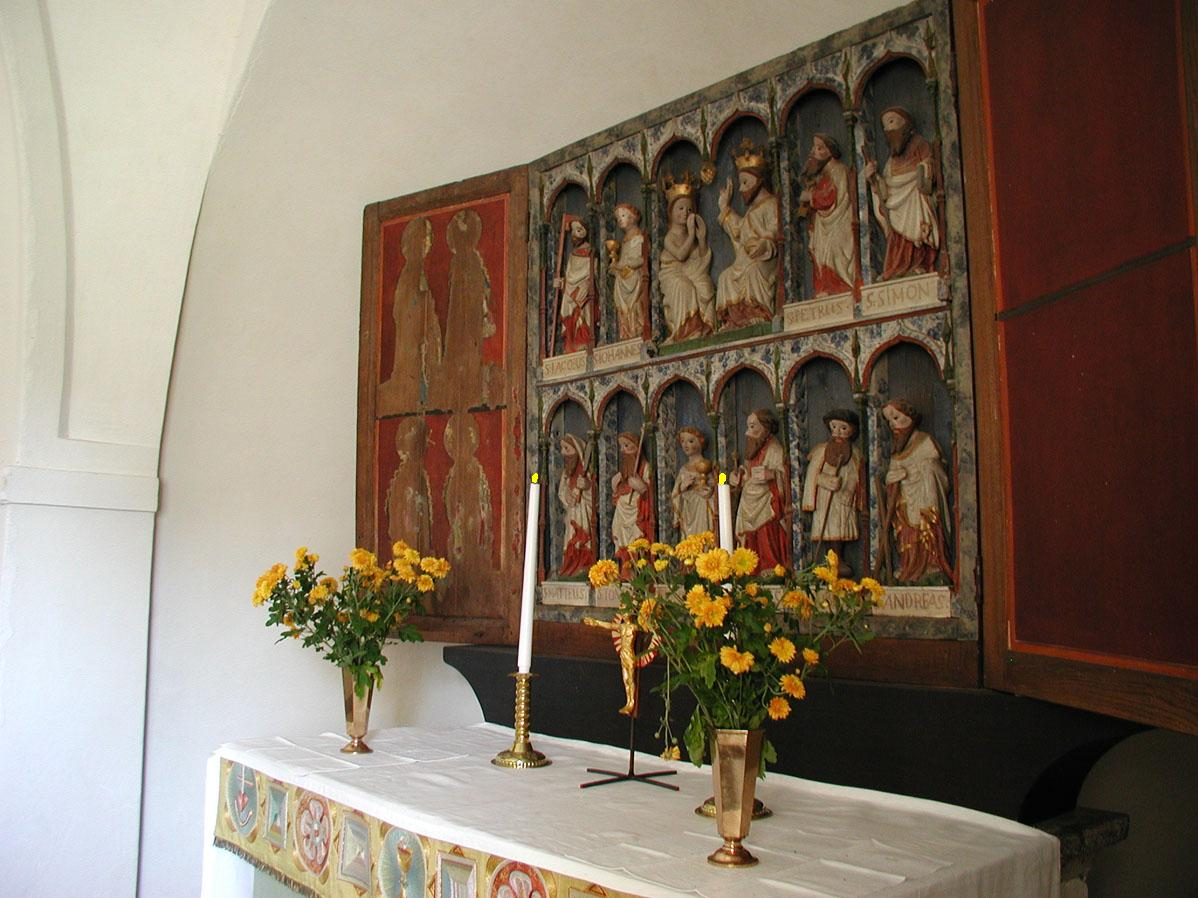
Altaret med altarskåpet
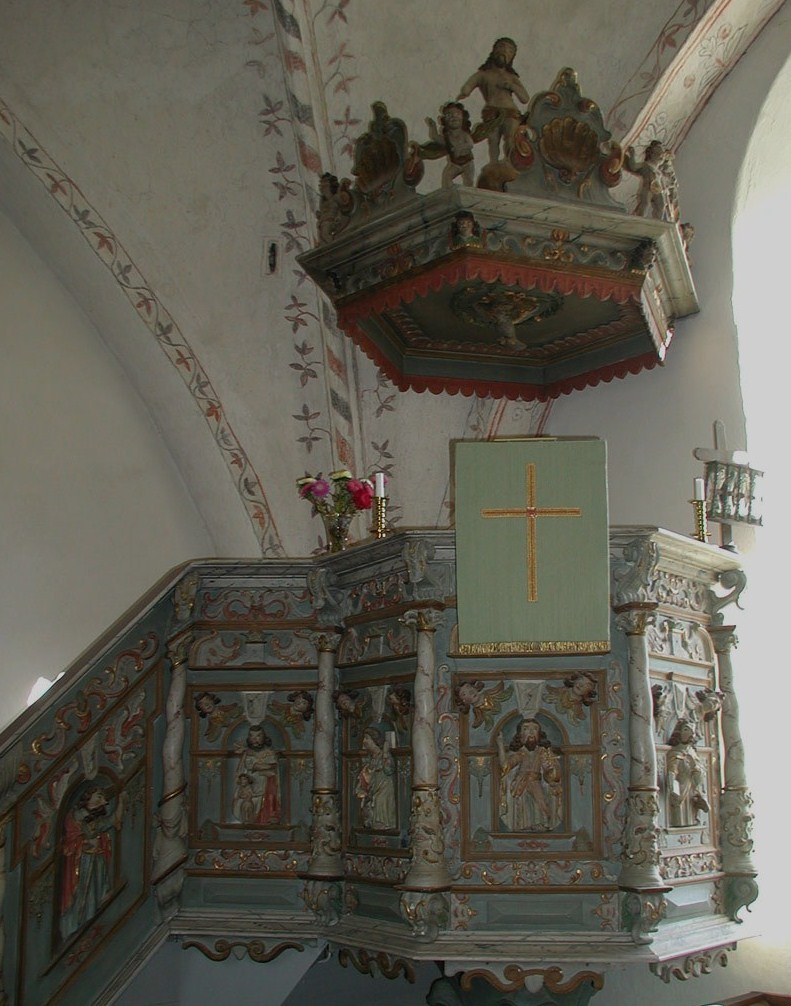
Predikstolen
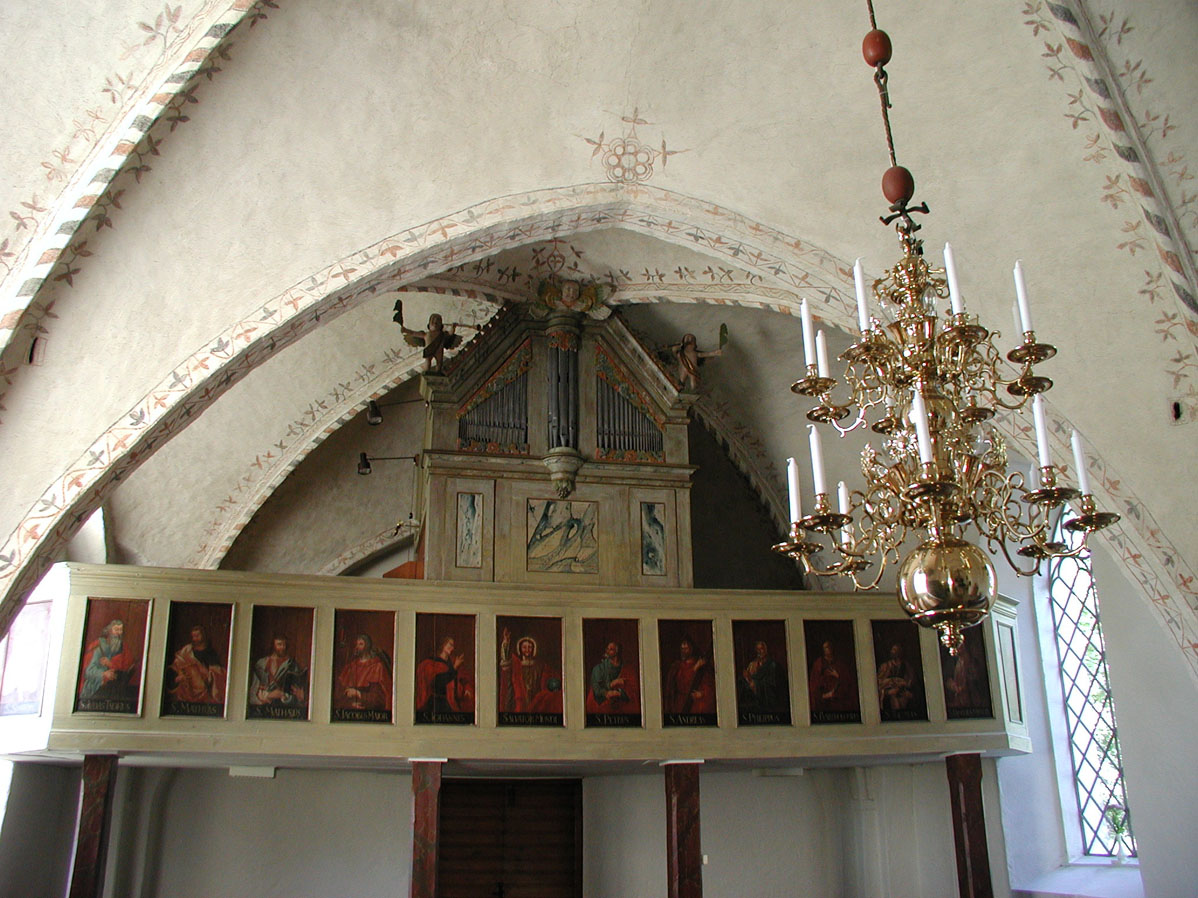
Kyrkorummet med orgelläktaren
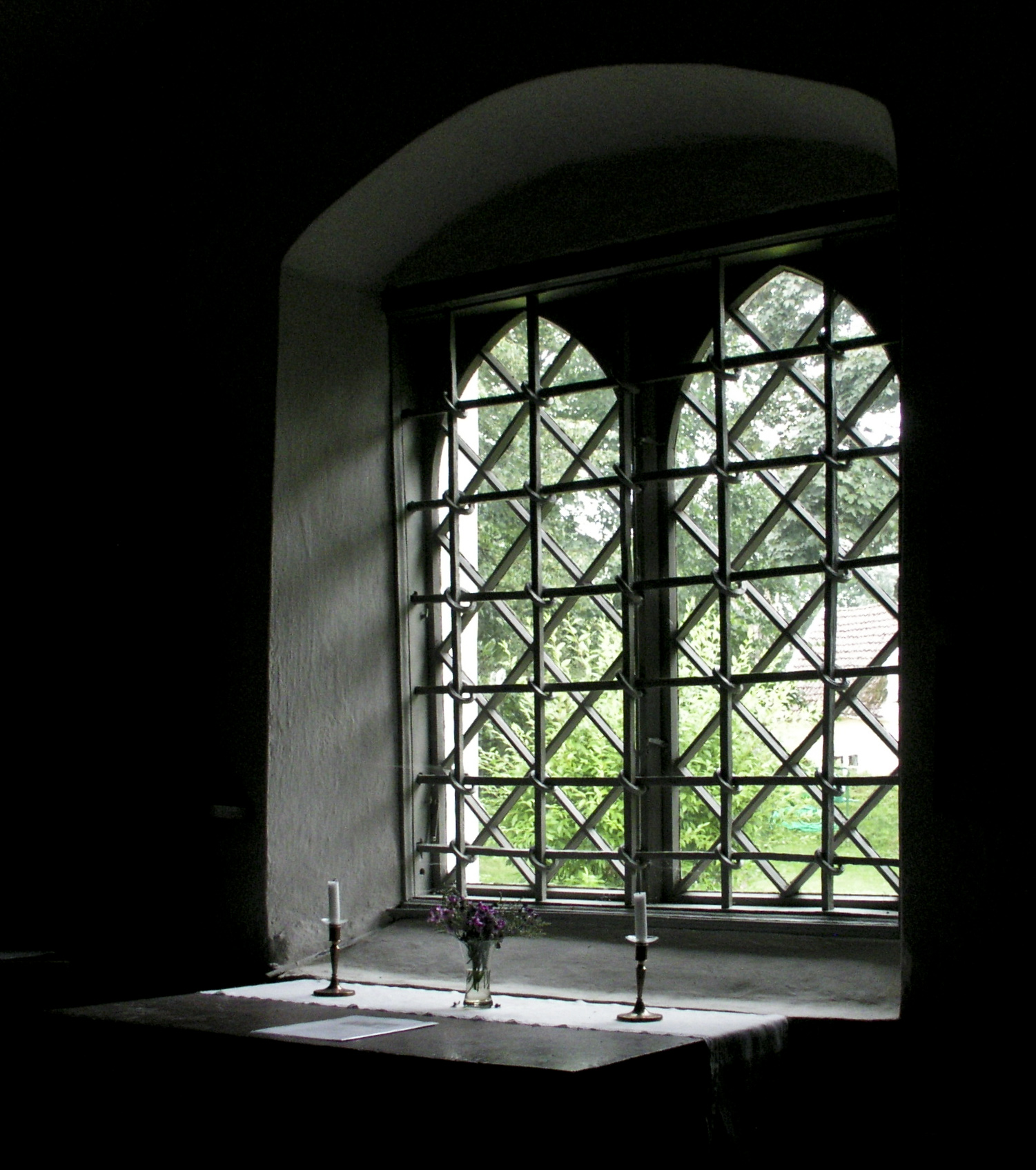
Kyrkfönster

## Historik

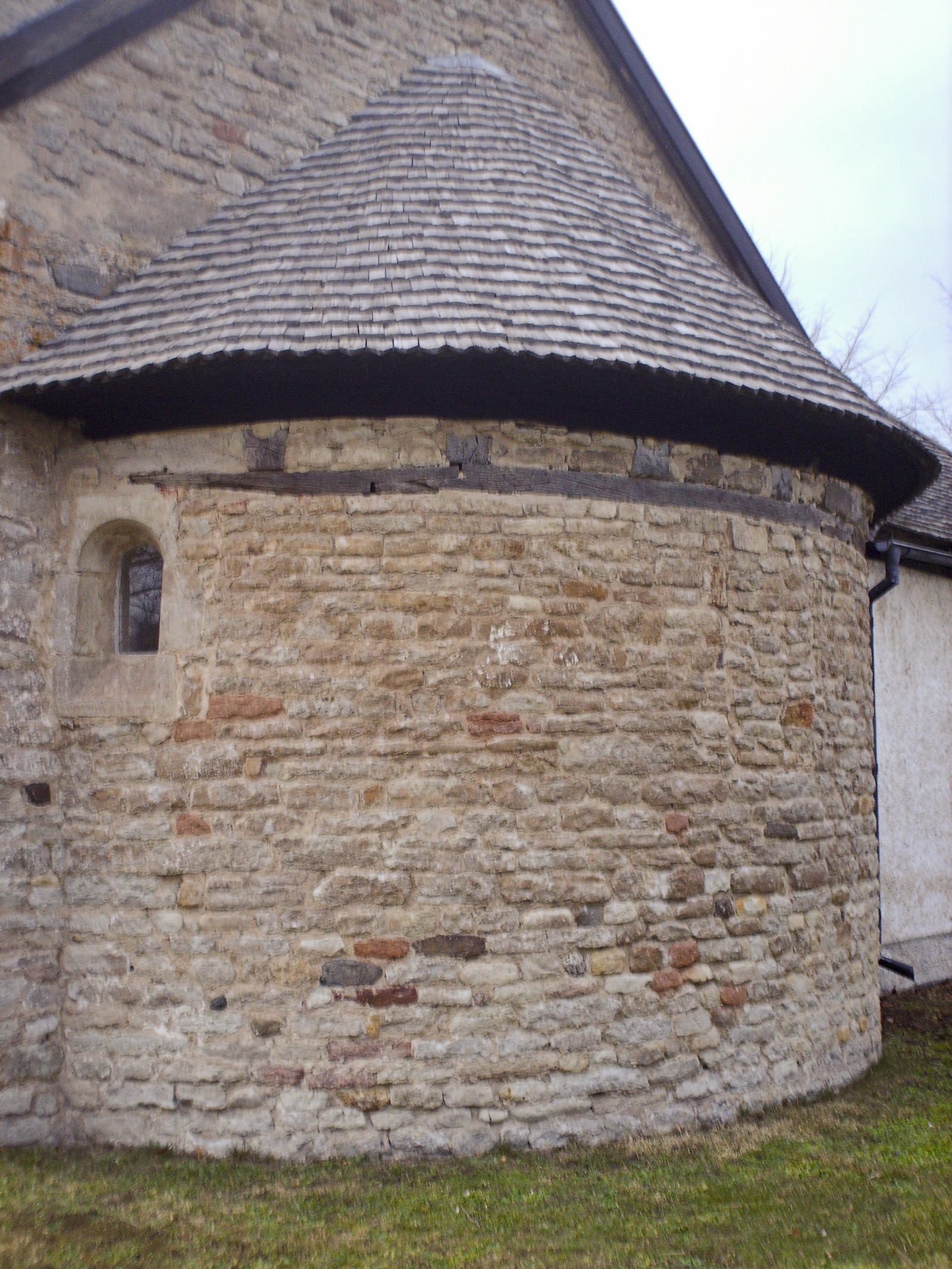
Absidkoret

Herrestads kyrka har länge ansetts vara en av Linköpings stifts äldsta kyrkor och detta har nyligen kunnat bekräftas genom en dendrokronologisk undersökning. Av 15 prover från ektakstolarna i långhuset har man den 11 januari 1990 kunnat analysera 11 stycken. Dateringarna är mycket samstämmiga och visar att virket fällts omkring år 1112 med en osäkerhet på fem år före eller efter. Ett prov från den profilerade takåsen visar en helt avvikande ålder. Ursprungsträdet har nämligen börjat växa redan omkring år 867 och dess avverkning beräknas ha ägt rum vid mitten av tiohundratalet. Denna gamla ekstock är skulpterad men har inte så bra passform, varför man måste anta att den ursprungligen har formats för ett annat tak. Det ligger då nära till hands att misstänka, att den härstammar från en tidigare stavkyrka på platsen, som revs då stenkyrkan uppfördes.
Vid den här tiden hörde Herrestad till den Stenkilska ätten och man byggde alltså en kungskyrka med empor. Till att börja med bestod den nya stenkyrkan av långhus med kor och absid i öster. Byggnaderna täcktes av sadeltak belagda med tjärade träspån. Smala ingångar fanns både från söder och norr och högt upp under takfoten satt små fönstergluggar utan glas. Invändigt var kyrkan till en början oputsad och takstolarna synliga; remstycken och takås var sirligt ornerade.
Senare under århundradet slätputsades murarna och försågs med romanskt måleri. Mot slutet av 1100-talet tillkom ett kraftigt torn i väster. I bottenvåningen murades tunnvalv och via en trappa i södra tornmuren kunde man komma upp till nästa våning som också erhöll tunnvalv. Hela tornet byggdes inte på en gång, utan övre delen uppfördes några decennier senare.
Så småningom erhöll kyrkan ett innertak av trä, som kanske också försågs med målningar. En sakristia byggdes norr om koret och med ingång från detta. Det sistnämnda skedde troligen under 1300-talet. Även sakristian överbryggades med ett tunnvalv.
I början av 1400-talet slogs tegelvalv i hela kyrkan. Troligen anlitades en byggmästare från det närbelägna klosterbygget i Vadstena. Valven putsades och i varje fall i långhuset målades de med blad- & bandornament i svart och rött. Själva hjässorna markerades med olika slags blom- & bladrosetter. Vid den här tiden skaffades också kyrkans praktfulla altarskåp, tillverkat av lübeckare verksamma vid Vadstena kloster.  
Troligen någon gång i slutet av medeltiden uppfördes ett vapenhus utanför den södra ingångsportalen. Vid dess östra sida placerades ett kakaltare, där en barnaföderska vid kyrktagningen böjde knä, bestänktes med vigvatten och rökelse, bad tacksägelseböner och lämnade egenhändigt tillverkade gåvor, till exempel brödkakor.
År 1540 konfiskerade Gustav Vasa många värdefulla föremål från kyrkorna. Herrestads kyrka förlorade då omkring 2½ kilogram silver i form av nattvardssilver och andra konstnärligt utformade föremål. 
År 1688 inköptes en omålad predikstol från skulptören Lars Gabrielsson i Vadstena. Korgen var indelad i fält med reliefer av Kristus, de fyra evangelisterna och Johannes döparen. 
Kyrkans medeltida skulpturer sattes 1703 in i en barockuppsats, skapad av mästaren Olof Jonasson Wiström i Vadstena. År 1716 inköptes ett orgelverk från Västra Tollstads kyrka för 150 daler. De medeltida målningarna kalkades troligen över år 1732. År 1733 målades predikstolen och 1749 skaffades en altartavla. Under 1700-talet högg man också upp ett stort fönster på norra sidan av långhuset. Därigenom förstördes den norra ingångsportalen. Senare utvidgades också övriga fönster, förutom det i absiden, som därmed blev det enda kvarvarande av de ursprungliga fönstren.
Carl Fredric Broocman berättar i mitten av 1700-talet: "Kyrkan står På Krono grund står hon, 3 fjerdedels mil ifrån Wadstena, på en högd icke långt ifrån Sjön Tåkern, och äro thes murar så väl som Torn-mur och Ring-mur upförde af huggen Kalksten och Gråsten. Med Choret håller hon uti längden til Torn-muren 31 alnar, och uti bredden 12 och 3 fjerdedels aln. Thes Altartafla är upsatt år 1706, och afbildas på hennes öfre del Christi upståndelse, och på then nedre, Frälsarens, Marie, Pauli, Johannis och flera Apostlars bilder, som alle äro wäl målade och förgylde. Prädikstolen är af Bildthuggare-Arbete, med Frälsarens och Evangelisternas bilder; och är han hwit och brun anstruken, samt upsatt år 1688. Orgelwerket består endast af 4 stämmor, och är köpt år 1715. Af Påwiska öfwerlefwor är i Sacristian ett Rökelsekar af malm, och ett wäl förgyldt sexkantigt Monstrans af messing med låck, samt uti Wapnhuset Offer- eller Rak-Alcarer.. Klockorna hänga uti Tornet, som är betäckt med spåntak; och är then större ganska gammal, som kan slutas af then på henne befintlige uråldriga Munkskrift, hwilken ingen kan läsa med sammanhang, änskönt bokstäfwerna på Swenska med sine abbreviaturer äro helt tydelige; ordet Maria ser man ther likwäl klart, och thes utan uti en på henne guten Qwinno-Bild J. M. som tycks gifwa tilkänna, at Kyrkan, wid thes fundation, blifwit Jungfru Marie helgad. Then mindre Klockan ses wara förärad til Kyrkon år 1680, af Hennes Kongl. Majestets Riks-Änke-Drottningens Befallningsman i Äskilstuna Län, Sven Erikson Herling."
År 1766 anskaffades en ny något större orgel av Jonas Wistenius i Linköping, för 1 800 daler. Fasadens skulpturer snidades av mäster Trenchner. Året därpå målades och förgylldes fasaden av Bromander i Vadstena. 
År 1784 ville biskop och domkapitel riva kyrkan och uppmanade församlingen att bygga en ny tillsammans med Källstads församling. Det blev emellertid protester från sockenstämman, som lovade att kyrkan skulle repareras, vilket också gjordes 1797. 
År 1805 togs norra läktaren, för torpare och drängar, bort och 1829 flyttades den södra ingången till västsidan. Det södra vapenhuset med kakaltaret revs och tornets bottenvåning, som tidigare varit sockenmagasin, inreddes till vapenhus. Genom att sydportalen murades igen, blev det plats för ytterligare tvenne bänkar i den trånga kyrkan. 
År 1881 företogs en mycket omfattande ombyggnad under ledning av konduktören vid Öfverintendentsämbetet i Stockholm, Axel Fredrik Nyström (1832-1894). I tornet revs valven och ersattes av bjälklag. Därigenom kunde man flytta ut de skrymmande orgelbälgarna från orgelläktaren till våningen ovanför vapenhuset och vinna ytterligare plats i långhuset. Tornets gavlar höjdes och erhöll nya klumpiga krön. Alla yttre murar beströks med ett tjockt lager puts. Även invändigt gjordes förändringar.
År 1931 ägde en mindre restaurering rum. Vid en större restaurering år 1946 under ledning av professor Erik Lundberg utplånades, så vitt det nu gick, tidigare förvanskningar. Bland annat togs det utvändiga tjocka putslagret bort och den gamla målningsdekoren fram och det medeltida altarskåpet rekonstruerades. En ny dopfunt av kalksten anskaffades, designad av Erik Lundberg. Interiören återfick därmed mera av sin tidigare medeltida karaktär.
Tornets påbyggnad 1881 började så småningom vittra sönder. Detta åtgärdades år 1972 genom att denna togs bort och den tidigare höjden återställdes. År 1991 gjordes en invändig renovering, främst innebärande rengöring av valv och väggar.

## Inventarier

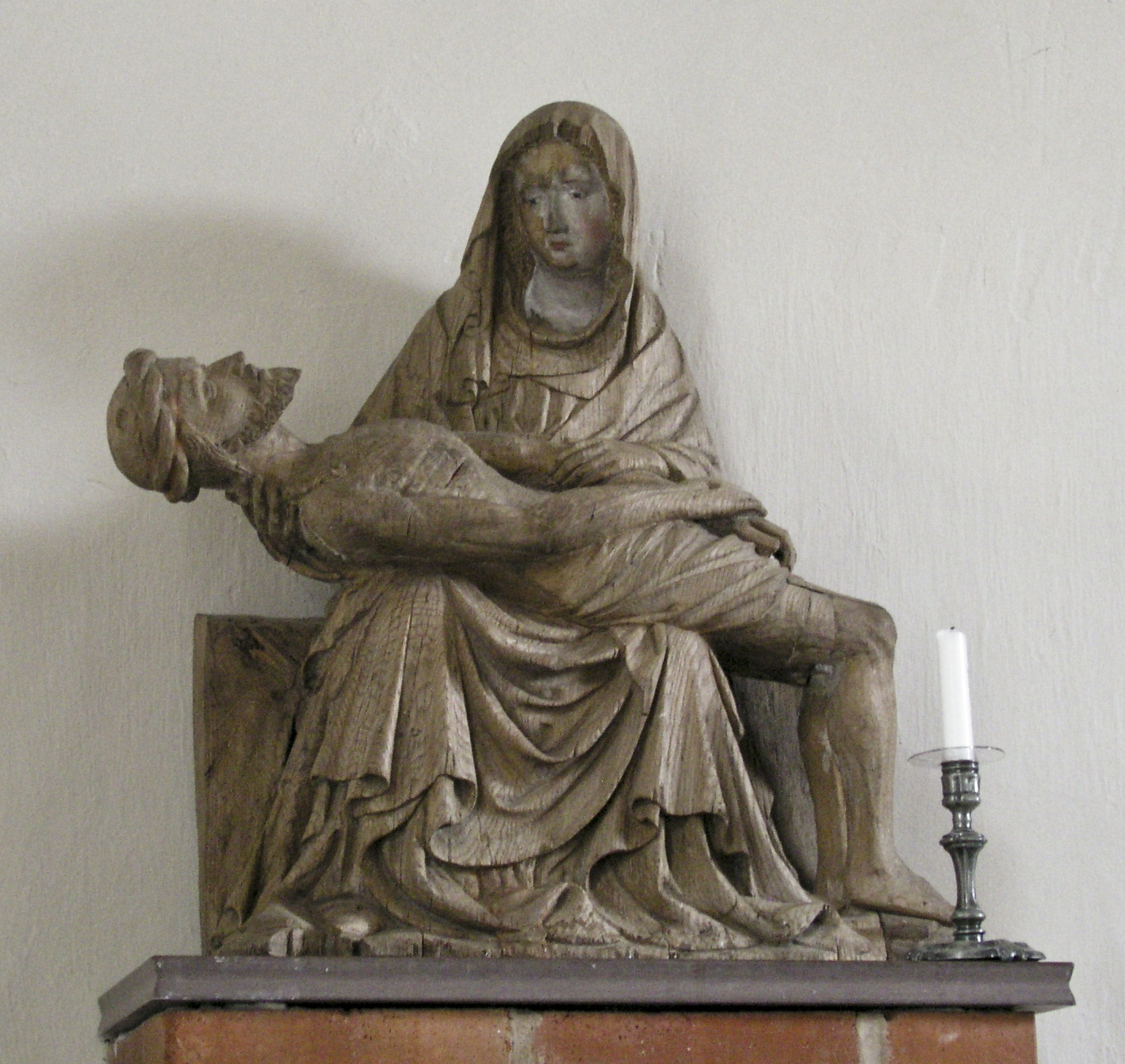
Pietàgrupp från 1400-talet.

- Altaret med en slipad kalkstensskiva, kyrkans äldsta föremål, i hörnen försedd med ristade kors.
- Altarskåp, i mitten visande "Marie kröning" och på sidorna bland annat tio apostlar. Man kan även skönja fyra krönta kvinnliga martyrer. Skåpet härstammar från en lübeckerverkstad som arbetade vid Vadstena kloster i början av 1400-talet.
- Triumfkrucifix från 1400-talets förra hälft, antagligen tillverkat vid ovannämnda lübeckerverkstad. Korset ersattes 1930 med ett nytt; det gamla, 1881 övermålat med tjock vit färg och försedd med förgyllningar, står uppe på tornvinden.
- Pietàgrupp från 1400-talet, tidigare övermålat, men nu restaurerat. Dock återstår endast små rester av originalfärgerna.
- Predikstol uppsatt 1688, skapad av skulptören Lars Gabrielsson i Vadstena. I relief framträder Kristus, de fyra evangelisterna och Johannes döparen. På ljudtaket står Kristus, visande sina sår. På predikstolen står ett timglas.
- Dopfunt, medeltida.
- Dopfunt av slipad röd kalksten, ritad av professor Erik Lundberg.
- Målningar på läktarbarriären visande Kristus och apostlarna, skapade 1756 av mäster Nicolaus Stoltz från Vadstena.
- Trädörrar från 1100- 1200-talet med konstrikt järnsmide. Den smala dörren härstammar troligen från korportalen. Den bredare dörren är försedd med romanska motiv blandat med drakslingor.
- Dörr till ett medeltida sakramentsskåp, bestående av ett rutgaller av smidesjärn, utsirad med liljor i överkanten.
- Mässhake av blått siden med broderat ryggkors, föreställande korsfästelsen
- Brudpäll från 1728 i rött siden med delar av medeltida broderier, ett omsytt antependium, prytt av guldbroderier och applikationer, de senare klippta ur medeltida brokad.
- Storklockan härstammande från medeltiden och omgjuten flera gånger: 1757, 1786 av Elias Fries, Jönköping, och 1861 av Carl August Norling, också Jönköping.
- Lillklockan, från år 1680. (Tidigare fanns bara en kyrkklocka.)

## Orgel
Kronologi:
- 1716: Uppsättning av ett inköpt 4-stämmigt orgelverk från Västra Tollstads kyrka, byggt 1683 av Georg Hum (Heim), Norrköping. Orgelverket köps in 1715. Orgelverket stämms 1716 av organisten i Vadstena.[1]
- 1766: Orgelbyggare Jonas Wistenius, Linköping, bygger ett 6-stämmigt orgelverk. Mäster Trenchner skulpterar änglar med basuner och palmkvistar till fasaden. Det kostade 1800 daler.[2]
- 1767: Bromander i Vadstena målar och förgyller fasaden.
- 1823-1824: Reparation.
- 1851: Reparation.
- 1860-talet: Utökning med 1 stämma av en organist i Källstad.
- 1920-1923: A. Mårtenssons orgelfabrik, Lund, bygger en ny  6-stämmig orgel med 1 manual och pedal.
- 1959: Reparation och omdisponering av firma E. A. Setterqvist & son, Örebro.
- 1967: Reinhard Kohlus byggde bakom wisteniusfasaden en ny sexstämmig helmekanisk orgel. Fasaden är från 1683?

Disposition:
| Manual                           | Pedal      | Koppel    |
| Gedackt 8’                       | Subbas 16’ | Man./ped. |
| Principal 4’ (delvis fasad 1683) |            |           |
| Blockflöjt 4’                    |            |           |
| Oktav 2’                         |            |           |
| Mixtur IV chor. 1 1/3’           |            |           |

### Diskografi
- Pastoral / Beckman, Marie-Louise, orgel. CD. Svenska kyrkan VFCD 002. 2015.